# ساندجيما باتولي
ساندجيما باتولي (20 يناير 1982) هي رياضية من جزر القمر، لعبت في الألعاب الأولمبية الصيفية عام 2000 في سباق 100 متر للسيدات وقد حصلت على المركز التاسع في تلك البطولة.

## روابط خارجية
- ساندجيما باتولي على موقع الاتحاد الدولي لألعاب القوى (الإنجليزية)
- ساندجيما باتولي على موقع اللجنة الأولمبية الدولية (الإنجليزية)
- ساندجيما باتولي على موقع أوليمبيديا (الإنجليزية)